# المركز الثقافي الألماني الفرنسي

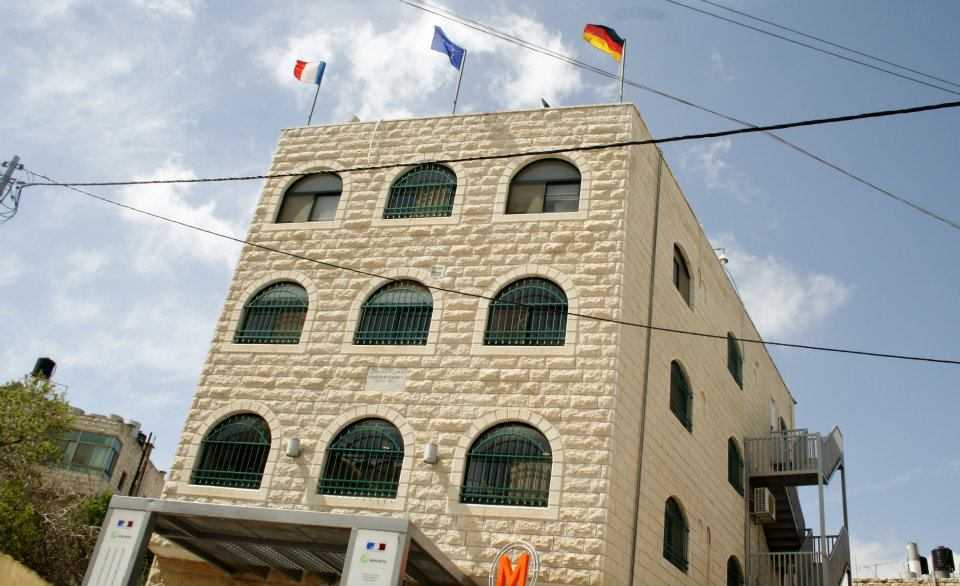
مقر المركز الثقافي الفرنسي الألماني في رام الله في الضفة الغربية

المركز الثقافي الألماني الفرنسي (بالفرنسية: Centre culturel franco-allemand de Ramallah)‏ (بالألمانية: Deutsch-Französisches Kulturzentrum Ramallah) هو مؤسسة ثقافية واندماج بين معهد جوته في الأراضي الفلسطينية وفرع المعهد الفرنسي في القدس في رام الله. يقع مقر المركز في شارع السلام بمدينة رام الله.
يُمول المركز من القناة التلفزيونية العمومية الثقافية الفرنسية الألمانية أرتيو والاتحاد الأوروبي.

## التاريخ
تأسس معهد جوته في في الأراضي الفلسطينية عام 1998، والمعهد الفرنسي في القدس عام 1997.
أُسس المركز الثقافي المشترك في 19 يونيو 2004 نتيجة التعاون الفرنسي الألماني.
كان النجم السينمائي الأمريكي ريتشارد جير من أوائل زوار المعهد الجديد، حيث زاره وتأثر بنتائج ورشة عمل سينمائية أنتجت ستة أفلام روائية قصيرة للأطفال والشباب الفلسطينيين.

## النشاط
ينظم معهد جوته والمعهد الفرنسي في رام الله فعاليات تعليمية وثقافية من خلال ورش عمل وندوات في مجال اللغة الألمانية والفرنسية كلغة أجنبية بالإضافة إلى دورة لغة مختلفة وبرنامج امتحان.
يتم تقديم المشاريع في مجالات السينما والفنون البصرية والموسيقى والمسرح والرقص والعمارة والعلوم في المركز الثقافي.

## وصلات خارجية
- الموقع الرسمي